# Idaea subcolorata
Idaea subcolorata là một loài bướm đêm trong họ Geometridae.